# Anosia grynion
Anosia grynion är en fjärilsart som beskrevs av Hans Fruhstorfer 1907. Anosia grynion ingår i släktet Anosia och familjen praktfjärilar. Inga underarter finns listade i Catalogue of Life.